# 查母嶼
查母嶼，又名查某嶼，為臺灣澎湖縣最東端的島嶼，島嶼面積0.0383平方公里，行政區屬湖西鄉，有時可見釣客釣魚，冬季也有採紫菜活動，不過島上面積狹小，目前無人定居。

## 查母嶼燈塔
查母嶼島上設有燈塔避免附近船隻觸礁，因附近海域多暗流與距離查母嶼東南6浬之六尺礁為最危險之暗礁，清光緒年間曾有一艘運兵船於此處觸礁沉没，船上士兵八百餘人當場溺死，該礁於低潮時露出，滿潮時没入水中，故常有船隻在此觸礁沈沒。
臺灣總督府於1912年著手計劃設燈，但因工程困難，費用十分浩大，乃改建於查母嶼上。
1913年查母嶼燈塔竣工，塔身結構為磚造八角形，塔高13.4公尺，燈高24.7公 尺，外表漆成黑白相的直條紋。
第二次世界大戰期間查母嶼燈塔曾遭盟軍轟炸機炸毀，臺灣光復後於1948年復光，裝設五等電石氣燈，每6秒閃白光一次，光力等於1200盞燭光，1958年修正光力為860盞燭光。
查母嶼燈塔為自動發光燈塔，設有多向金屬雷達反射器，因無人看守，隸屬於漁翁島燈塔管轄。
2021年7月交通部航港局委外對澎湖縣的燈塔與燈杆進行養護油漆工程，並針對境內8座燈塔進行整建，包括漁翁島燈塔、目斗嶼燈塔、查母嶼燈塔、浮塭燈杆、海墘岩燈杆、七美嶼燈塔、東吉燈塔及花嶼燈塔。

## 命名由來
「查母」或「查某」在臺灣話中意指女性，在此係形容該島遠眺貌似一女子躺臥。

## 另見
- 山藤丸